# 야마구치 카즈야
야마구치 카즈야(山口 和也, 1965년 5월 23일~)는 일본의 남성 배우 및 성우이다. 후쿠오카현 후쿠오카시 출신으로 오공 대표, 극단21세기FOX 소속이다
대표역은 《란마 1/2》의 사오토메 란마, 《이누야샤》의 이누야샤, 《명탐정 코난》의 쿠도 신이치, 괴도키드 《ONE PIECE》의 우솝, 《마녀 배달부 키키》의 톰보, 《DEATH NOTE》의 L, 《아이실드21》의 라이몬 타로 등이다.

## 출연 작품
※굵은 글씨는 주역, 메인 캐릭터

### TV 애니메이션
1989년
- 란마 1/2 (사오토메 란마)
- 대쉬 욘쿠로 (마에토)

1990년
- 신비한 바다의 나디아 (하마하마)
- 귀신동자 젠키 (봉인 된 젠키)

1991년
- 천하무적 묵찌빠 (주사위맨)

1992년
- 도쿄 바빌론 (스메라기 스바루)
- 엄마는 4학년 (하나다 히데오)

1993년
- 총몽 (유고)

1995년
- 애천사전설 웨딩피치 (아마노 다쿠로)
- 사랑은 정말 (야마구치 쓰토무)

1996년
- 명탐정 코난 (구도 신이치), (괴도 키드/구로바 가이토)
- 우주여행사 야트 (카나비)

1998년
- 카우보이 비밥 (린트)
- 아키하바라 전뇌조 (하얀 왕자)
- 마법의 스테이지 팬시라라 (요시다 다로)
- 세이버 마리오넷 J to X (시라세 아카이시)
- 동글동글 문어빵맨 (블루)
- 돌격! 빳빠라대 (마텔)

1999년
- 포켓몬스터 (도루)
- 원피스 (우솝/저격왕, 눈썹)

2000년
- 이누야샤 (이누야샤)

2001년
- 하우스 오브 마우스 (맥스 구프)
- 진 샤프트 (쟝 게도우)

2002년
- 건 프론티어 (도치로)
- 십이국기 (로쿠타/엔키, 경국 동관장)
- 미래전사 오공 (고쿠)

2003년
- 파푸와 (챠피)

2004년
- 케로로 중사 (도로로 신병)
- 유희왕 GX (다이토쿠지)
- DearS {오이카와 히코로)

2005년
- 아이실드21 (라이몬 다로)
- 파라다이스 키스 (야마구치 쓰토무)

2006년
- 데스노트 (L(엘))
- 두 사람은 프리큐어 Splash Star (프라피)
- 기바 (휴)

2007년
- 블루드래곤 (안드로포프)

2008년
- 스티치! 새로운 모험 (기지무나)
- 블루드래곤 : 천계의 7룡 (안드로포프)

2009년
- 판도라 하츠 (체셔 고양이)
- 스티치!〜장난꾸러기 에일리언의 대모험〜 (키지무나)

2010년
- 디지몬 크로스워즈 (에카키몬)

### OVA
- 애천사전설 웨딩피치시리즈 (아마노 다쿠로)
- 1+2=파라다이스시리즈 (야마모토 유우스케)
- 십이국기시리즈 (로쿠타)
- 동경 BABYLON (스메라기 스바루)
- 명탐정 코난 (구도 신이치), (괴도 키드/구로바카이토)
- 자이언트 로보 (구사마 다이사쿠)
- 나의 지구를 지켜줘 (가사마 하루히코)
- 파이어 엠블렘 (줄리안)

### 극장판 애니메이션
- 구피 무비 (맥스 구프)
- 익스트림리 구피 무비(맥스 구프)
- 미키의 크리스마스 선물(맥스 구프)
- 이누야샤 시리즈 (이누야샤)
  - 시대를 초월한 마음 (2001)
  - 거울 속의 몽환성 (2002)
  - 천하패도의 검 (2003)
  - 홍련의 봉래도 (2004)
- 명탐정 코난 시리즈 (구도 신이치), (괴도 키드/구로바 가이토)
  - 명탐정 코난 극장판 1기 - 시한장치의 마천루 (1997)
  - 명탐정 코난 극장판 2기 - 14번째 표적 (1998)
  - 명탐정 코난 극장판 3기 - 세기말의 마술사 (1999)
  - 명탐정 코난 극장판 4기 - 눈동자 속의 암살자 (2000)
  - 명탐정 코난 극장판 5기 - 천국으로의 카운트다운 (2001)
  - 명탐정 코난 극장판 6기 - 베이커가의 망령 (2002)
  - 명탐정 코난 극장판 7기 - 미궁의 십자로 (2003)
  - 명탐정 코난 극장판 8기 - 은빛 날개의 마술사 (2004)
  - 명탐정 코난 극장판 9기 - 수평선상의 음모 (2005)
  - 명탐정 코난 극장판 10기 - 탐정들의 진혼가 (2006)
  - 명탐정 코난 극장판 11기 - 감벽의 관 (2007)
  - 명탐정 코난 극장판 12기 - 전율의 악보 (2008)
  - 명탐정 코난 극장판 13기 - 칠흑의 추적자 (2009)
  - 명탐정 코난 극장판 14기 - 천공의 난파선 (2010)
  - 명탐정 코난 극장판 15기 - 침묵의 15분 (2011)
- 아루스란 전기 (아루스란)
- 마녀 배달부 키키 (톰보)
- ONE PIECE 시리즈 (우솝/저격왕)
  - 원피스
  - 원피스 태엽섬의 모험
  - 원피스 진기한 동물섬의 쵸파왕국
  - ONE PIECE 꿈의 축구왕!
  - ONE PIECE THE MOVIE 데드엔드의 모험
  - 원피스 저주받은 성검
  - ONE PIECE THE MOVIE 오마츠리 남작과 비밀의 섬
  - ONE PIECE THE MOVIE 기계태엽 성의 메카거병
  - ONE PIECE 에피소드 오브 알라바스타 사막의 왕녀와 해적들
  - ONE PIECE 에피소드 오브 쵸파 플러스 겨울에 피는 기적의 벚꽃
- 고 녀석 맛나겠다 (하트)

### 게임
1994년
- 트윈비 대전 퍼즐 다마 (라이트)

1995년
- 트윈비 야호! 이상한 나라에서 망나니!! (라이트)

1998년
- 트윈비 RPG (라이트)

1997년
- 천외마경 제4의 묵시록 (에이스)
- 브레스 오브 파이어III (류(성인))
- 랑그릿사II (헤인)
- 그란디아 (랩)

2000년
- 브레스 오브 파이어IV 변치 않는 자 (류)

2001년
- Apocripha/0 (베릴)

2002년
- 두근두근 메모리얼 Girl's Side (히비야 와타루)
- 브레스 오브 파이어V 드래곤 쿼터 (류)

2004년
- 테일즈 오브 리버스 (디트레이 그로우)

2005년
- Angel's Feather (하무라 쇼)
- Angel's Feather 흑의 잔영·호박의 눈동자 (하무라 쇼)
- 야도희참귀행 (츠루기 미로쿠)

2006년
- 배틀 스타디움 D.O.N (우솝)

2007년
- 두근두근 메모리얼 Girl's Side 1st Love (히비야 와타루)
- 알트네이코2 세계에 퍼지는 소녀들의 창조시 (밧츠 트루리워스)
- Aster (사쿠라바 코우타)

2008년
- 페르소나4 (쿠마)

2010년
- 탄환논파 희망의 학교와 절망의 고교생 (야마다 히후미)

### 외국 애니메이션
- 루니툰 (벅스 버니)
- 바람돌이 소닉 (소닉)
- 사우스 파크 (카일 브로플로프스키)